# مسجد جدید، استانبول
مسجد جدید، استانبول  یک مسجد واقع در استانبول می‌باشد. ساخت این مسجد در سال ۱۶۶۵ میلادی پایان یافت.
مسجد جدید استانبول (انگلیسی: New Mosque، ترکی:Yeni Cami ) که در ابتدا مسجد والده سلطان نامیده می‌شد ( Valide Sultan Cami ) در انتهای جنوبی پل گالاتا، در منطقه‌ی امین اونو و بر فراز شاخ طلایی قرار گرفته‌است. برخلاف نامش، مسجد جدید بنایی نیست که به تازگی ساخته شده باشد. در واقع، پس از بازسازی‌ای که بین سال‌های ۱۶۶۰ تا ۱۶۶۵ روی آن صورت گرفت، “مسجد جدید والده سلطان” نامیده شد و نام کنونی‌اش مخفف این نام آخر است.
با داشتن مجموعاً ۶۶ گنبد و دو مناره ی مرتفع، مسجد جدید یکی از گوهرهایی است که افق شهر استانبول را آراسته است. از آنجاییکه مسجد در قطب گردشگری و تجاری استانبول قرار گرفته، اطراف آن همیشه مملو از بازدیدکننده‌ها می‌باشد. همچنین اگر گردشگران مایل به غذا دادن به کبوترهای اطراف مسجد باشند، می‌توانند به آسانی از دست فروش‌هایی که همیشه در محوطه مسجد قرار دارند دانه خریداری کنند.

## تاریخچه مسجد جدید استانبول
ساخت مسجد جدید در سال ۱۵۹۷ به دستور صفیه سلطان، همسر رسمی سلطان مراد سوم و بعد ها، والده سلطانِ نیرومند سلطان محمد سوم آغاز شد. دو سال پس از به سلطنت رسیدن محمد سوم در سال ۱۵۹۵، صفیه سلطان در مقام والده سلطان دستور ساخت مسجد جدید را داد؛ بنابراین نام رسمی و اولیه ی مسجد، “مسجد والده سلطان” تعیین شد. معماری اولیه ی بنا توسط داوود آقا، یکی از شاگردان معمار سنان انجام گرفت. با این وجود، داوود آقا در سال ۱۵۹۹ در گذشت و دالگیچ احمد چاوش جای او را گرفت. ساخت مسجد جدید بیش از نیم قرن به درازا انجامید و تحت امر یک والده سلطان دیگر، تورخان خدیجه سلطان، مادر سلطان محمد چهارم، تکمیل گشت.

## دلایل ساخت مسجد جدید استانبول
به دلیل وجود اختلافات سیاسی، پروژه ی بنای مسجد دچار اختلال شد و موقعیت مکانی و بودجه ی لازم برای ساخت آن باعث ایجاد اختلاف در دربار گشت. محله ی امین اونو نخستین مرکز تجاری شهر و محل سکونت جمعیت زیادی از یهودی‌ها بود. صفیه سلطان با قرار دادن مسجد در این منطقه، قصد داشت به بهانه ی نارضایتیِ روز افزون تجار محلی و خارجی از افزایش قدرت و نفوذ هم رده‌های یهودی شان – که به صفیه سلطان توجیه موجهی برای غصب کردن املاکشان را می داد – قلمرو نفوذ اسلام را در شهر گسترش دهد. لیکن مخارج زیاد این پروژه باعث افزایش انتقادات شد.
به خصوص ینی چری ها از افزایش قدرت سیاسی والده سلطان خشمگین شده و ساخت مسجد را هزینه‌ای گزافه می پنداشتند. پس از مرگ محمد سوم در سال ۱۶۰۳، صفیه سلطان مجبور به رها کردن پروژه شد. پس از تنزل مقام صفیه سلطان و انتقالش به حرمسرا، سلطان جدید، احمد اول، علاقه‌ای به پیگیری این پروژه نشان نداد و بنای مسجد جدید متوقف گشت.

## ادامه ساخت پروژه مسجد جدید استانبول
بعد از سال ۱۶۰۳، سازه ی نیمه تمام به تدریج سر به خرابی گذاشت. در جریان آتش سوزی بزرگ استانبول که در ۲۴ جولای ۱۶۶۰ آغاز شد و بسیاری از محله‌های شهر در جریان آن برای بیشتر از دو روز آتش گرفتند، مسجد جدید شدیداً آسیب دید. کمی بعد در همان سال معمار سلطنتی مصطفی آقا پیشنهاد کرد که تورخان خدیجه سلطان، مادر سلطان محمد چهارم، برای نشان دادن تقوایش پروژه را تکمیل کند. تورخان خدیجه سلطان همچنین دستور ساخت بازار ادویه در نزدیکی مسجد جدید را داد؛ امروزه این بازار بخشی از مجتمع ( külliye ) مسجد جدید است. بنابراین، در آخرین ماه‌های سال ۱۶۶۰، ساخت مسجد از سر گرفته شد و ساخت بازار مجاور نیز آغاز گشت.
در آخر، مسجد در سال ۱۶۶۳ کامل و در سال ۱۶۶۵ افتتاح شد و به “مسجد جدید والده سلطان” تغییر نام داد. با گذر زمان این مسجد به صورت غیررسمی در میان عموم مختصراً “مسجد جدید” نامیده شد.

## معماری مسجد جدید استانبول
همانند دیگر مساجد امپراتوری استانبول، مسجد جدید به صورت مجتمعی ( külliye ) با سازه‌هایی در مجاورتش طراحی شده تا جوابگوی نیازهای مذهبی و فرهنگی باشد. مجتمع اولیه شامل خود مسجد، یک بیمارستان، دبستان، حمام‌های عمومی، یک مقبره ( türbe )، دو روشویی عمومی و یک بازار می‌شود. در دوران سلطنت سلطان احمد سوم یک کتابخانه به این مجتمع اضافه گشت.آرامگاه‌های والده سلطان تورهان خدیجه، پسرش محمد چهارم و پنج سلطان بعد از او ( مصطفی دوم، احمد سوم، محمود اول، عثمان سوم و مراد پنجم ) و اعضای مختلف دربار در مقبره ی مجتمع قرار گرفته‌اند.

## معماری داخلی مسجد جدید استانبول
فضای داخلی مسجد مربع شکل است و هر ضلعش ۴۱ متر طول دارد. فضای مرکزی با چهار ستون بزرگ – که استحکامات اصلی گنبد هستند – مشخص می‌شود. ردیف ستون‌هایی متشکل از ستون‌های باریک مرمری که به وسیله ی طاق‌هایی در سبک‌های مختلف به هم متصل شده اند در اطراف و پشت فضای مرکزی قرار دارند. قطر گنبد ۱۷/۵ متر و ارتفاع آن ۳۶ متر می‌باشد.
درست مانند دیگر مساجد امپراتوری عثمانی، در چهار گوشه‌ای که گنبد به ستون‌های تقویت‌کننده اش وصل می‌شود، لوحه‌های خوشنویسی شده‌ای از اسم چهار خلیفه، ابوبکر، عمر، عثمان و علی قرار گرفته‌اند. نیم گنبدهای واقع در امتداد محور شرقی-غربی ساختمان به همراه گنبدهای کوچکتر بالای هر کنجِ سرسرای اصلی و گنبدهایی کوچکتر از آن‌ها واقع در بالای کنج‌های گالری ها، فضای داخلی را گسترش داده‌اند.
در کنج شمال شرقی گالری صفحه‌ای طلاپوشی شده وجود دارد که پشت آن اعضای دربار امپراتوری به وظایف خود رسیدگی می‌کردند. این لژ سلطنتی به وسیله ی گذرگاه طویل و مرتفعی به عمارت سلطنتی واقع در کنج شمال شرقیِ مجتمع مسجد متصل می‌شود.فضای داخلی مسجد با کاشی‌های ایزنیکی آبی، سبز و سفید – که در مقایسه با کاشی‌های موجود در مساجد امپراتوری قدیمی تر کیفیت پایین تری دارند – تزئین شده‌است. محراب مسجد جدید به طاقدیس‌های طلاپوشی شده مزین گشته و منبر آن سایبانی مخروطی شکل با ستون‌های ظریف مرمری دارد.

## معماری خارجی مسجد جدید استانبول
نمای خارجی خود مسجد شامل ۶۶ گنبد و نیم گنبد با چینش هرمی، و دو مناره است. ارتفاع گنبد اصلی ۳۶ متر می‌باشد و از هر طرف با دو نیم گنبد تقویت می‌شود. پلان گنبدهای مسجد جدید مطابق با مسجد شاهزاده، طراحی معمار سنان و مسجد سلطان احمد، طراحی صدفکار محمد آقا است.
در دیگر مساجد استانبول، حیاط بزرگی ( avlu ) پیش از خود ساختمان مسجد، در ضلع غربی آن قرار دارد. حیاط مسجد جدید از یک طرف ۳۹ متر است و قسمت داخلی اش توسط گذرگاه‌های ستون دار و مسقف به ۲۴ گنبد کوچک احاطه شده‌است. یک روشویی مجلل در مرکز حیاط قرار دارد که تزئینی می‌باشد. مراسم وضو با استفاده از شیرهای آب موجود در دیوار جنوبی مسجد انجام می‌شود. نمای خارجی مسجد در زیر ایوان با کاشی‌های ایزنیکی تزئین شده‌است. در ساخت مسجد از ستون‌های سنگی ای که از جزیره ی رودس تهیه شده اند استفاده شده‌است.

## آدرس مسجد جدید استانبول
استانبول، فاتیح ۳۴۱۲۰، خیابان وزیرخان، محله ملا فناری

## نگارخانه

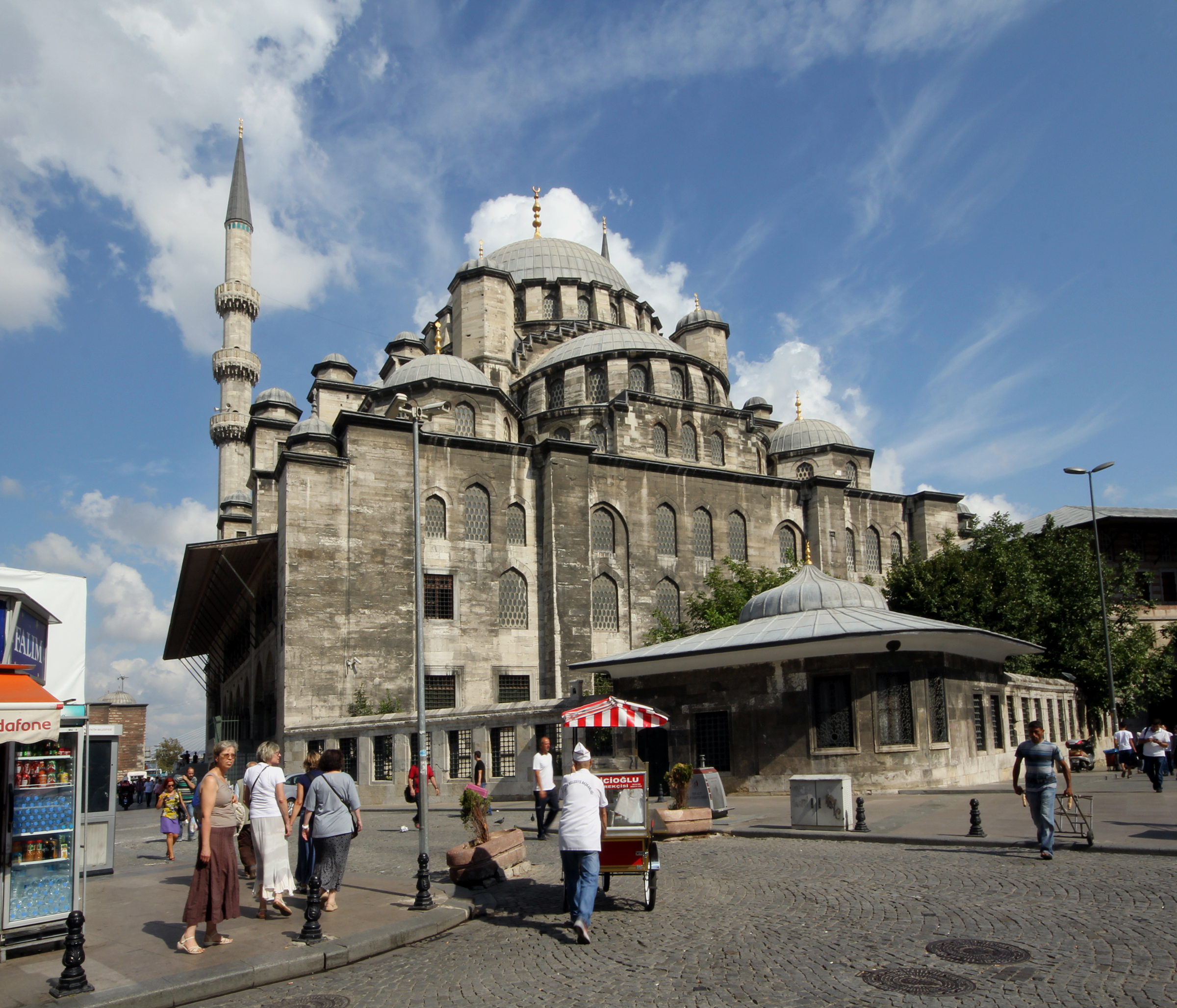
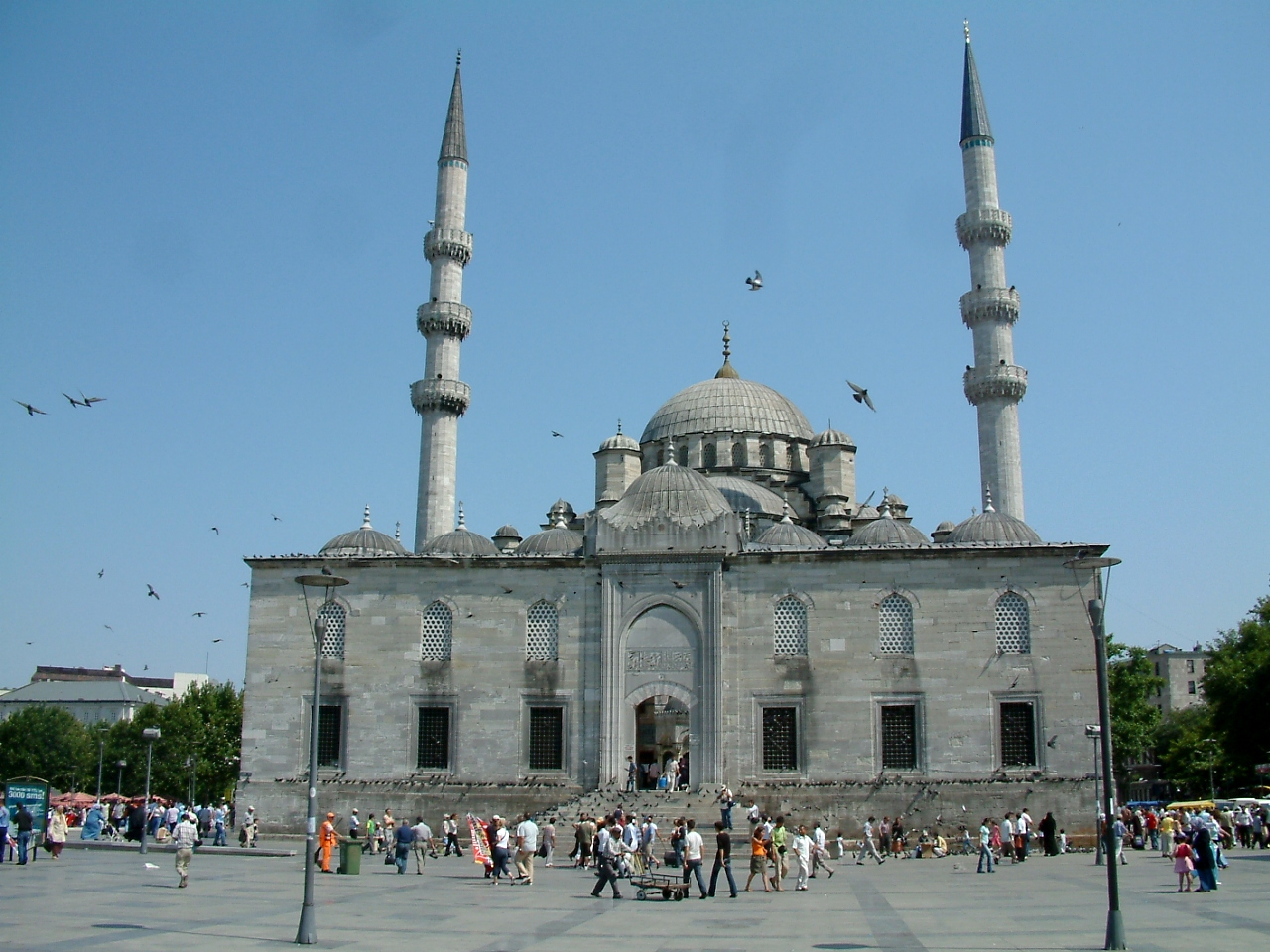
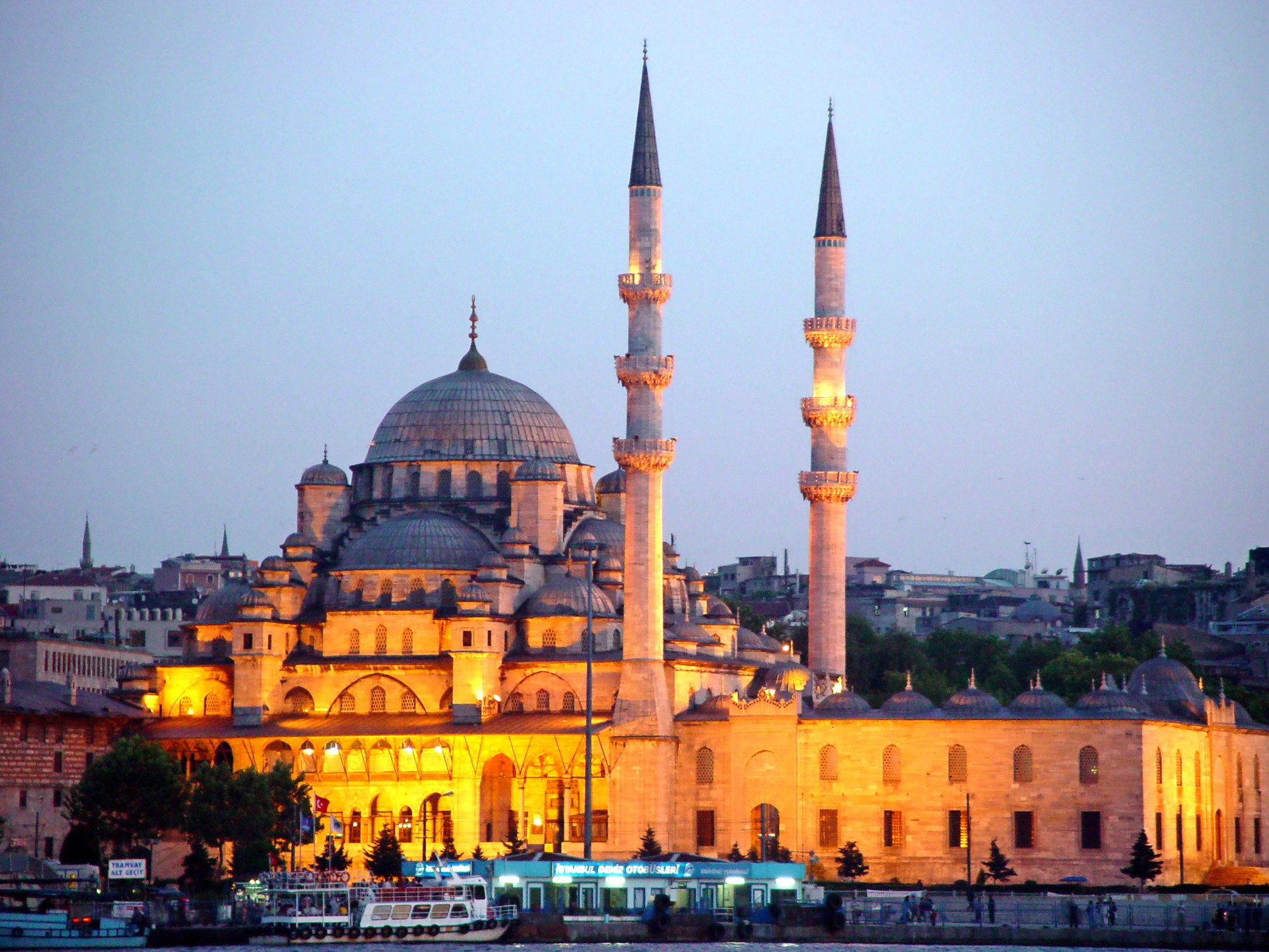
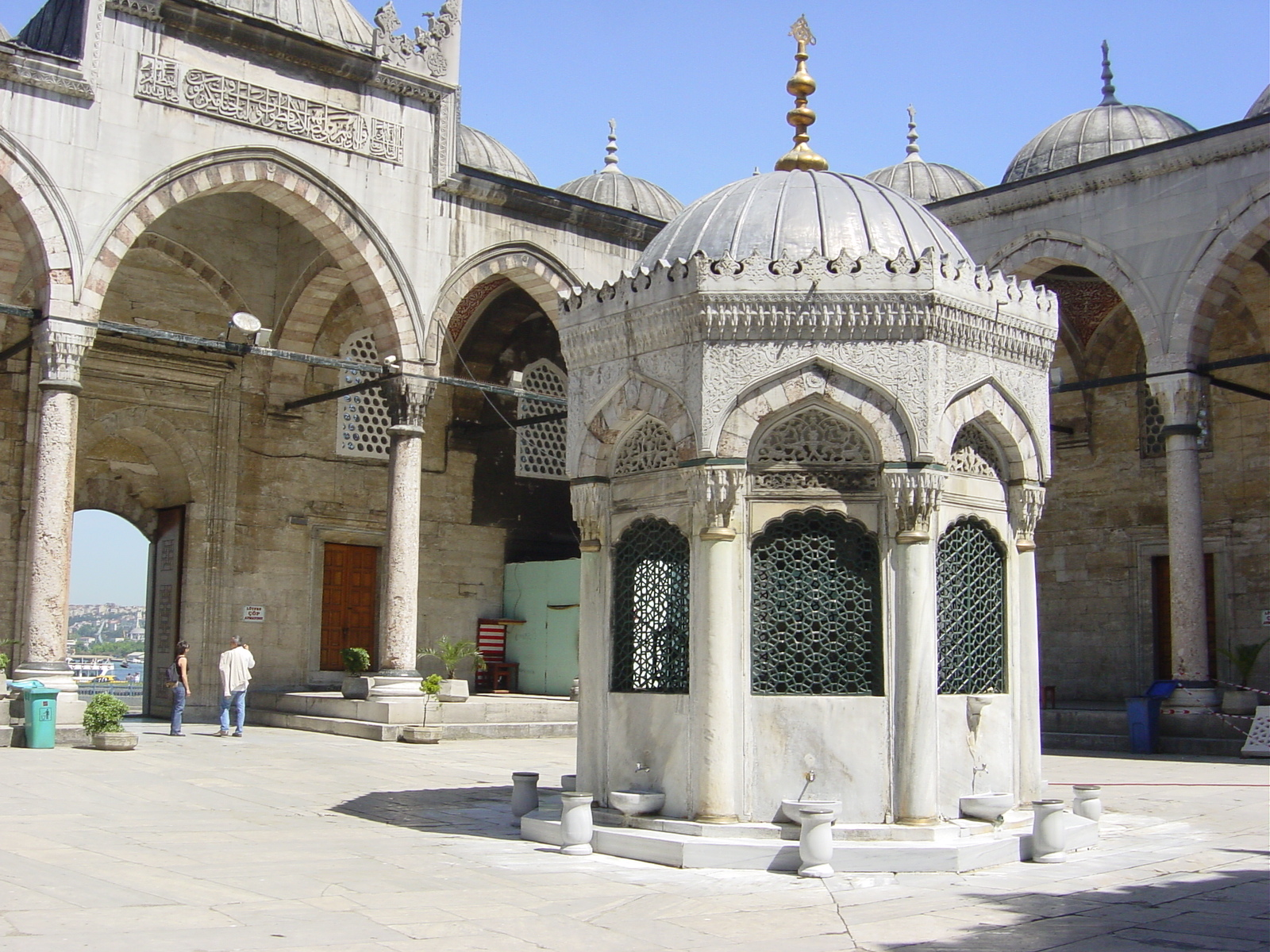
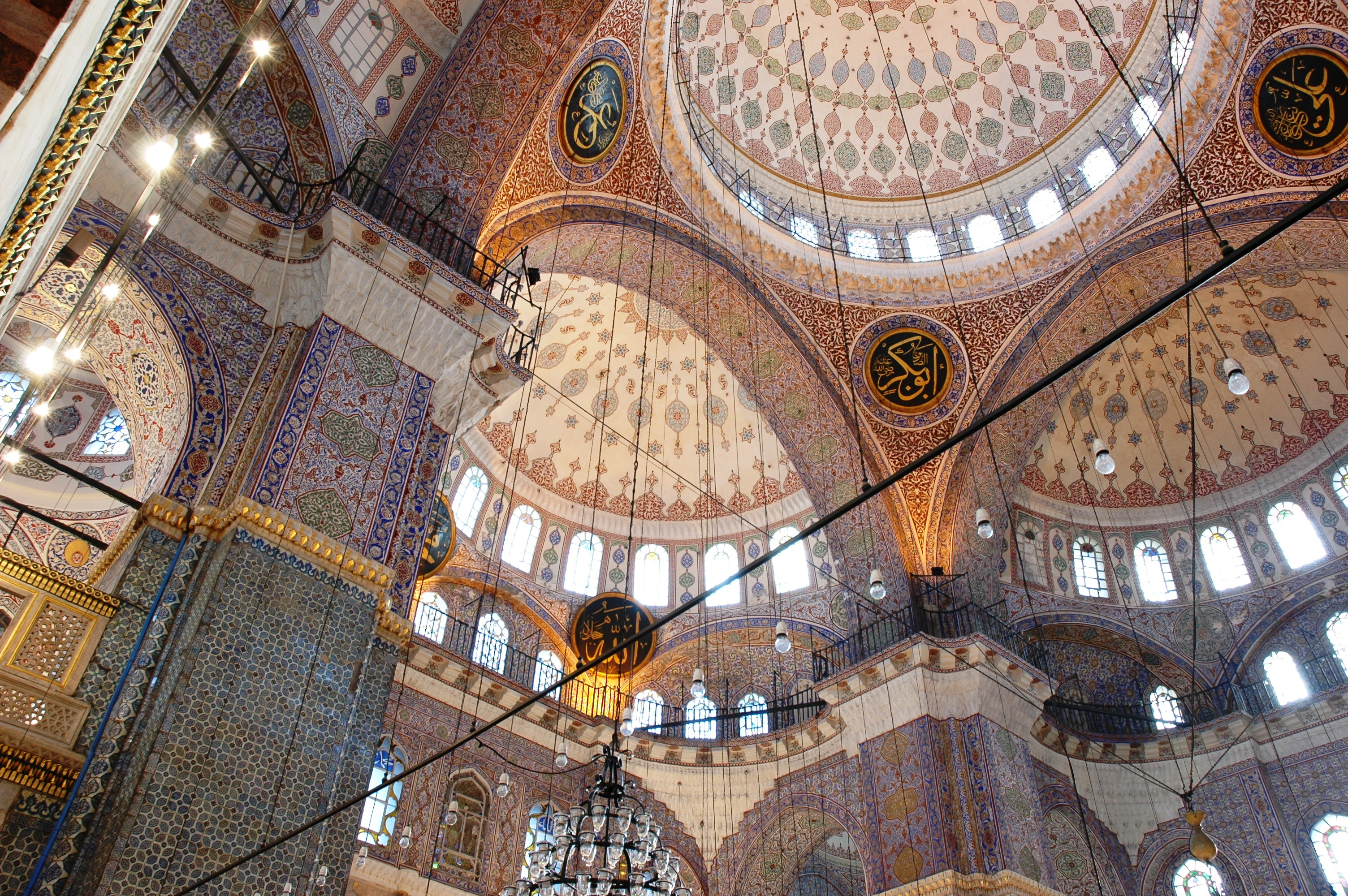
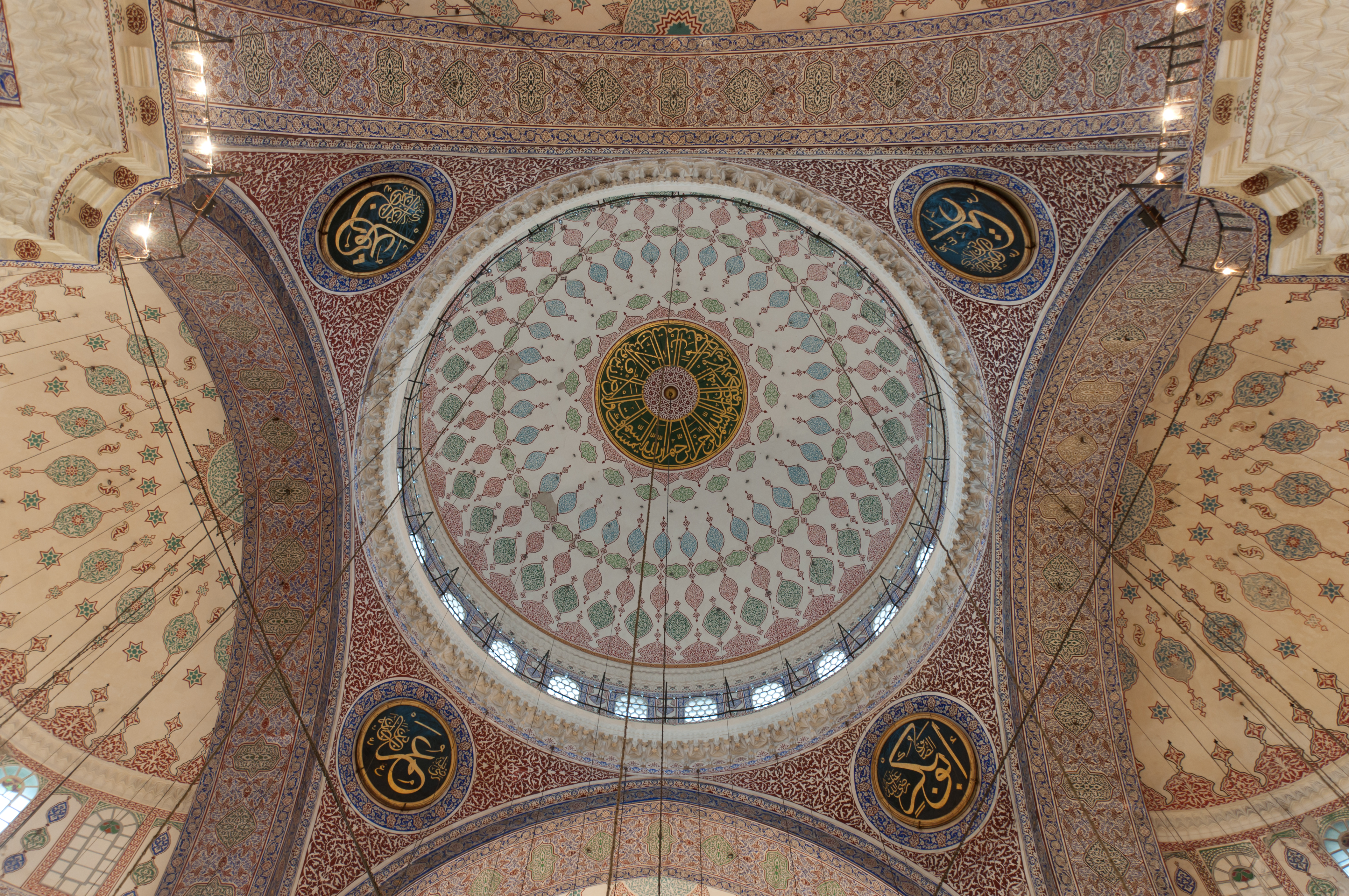
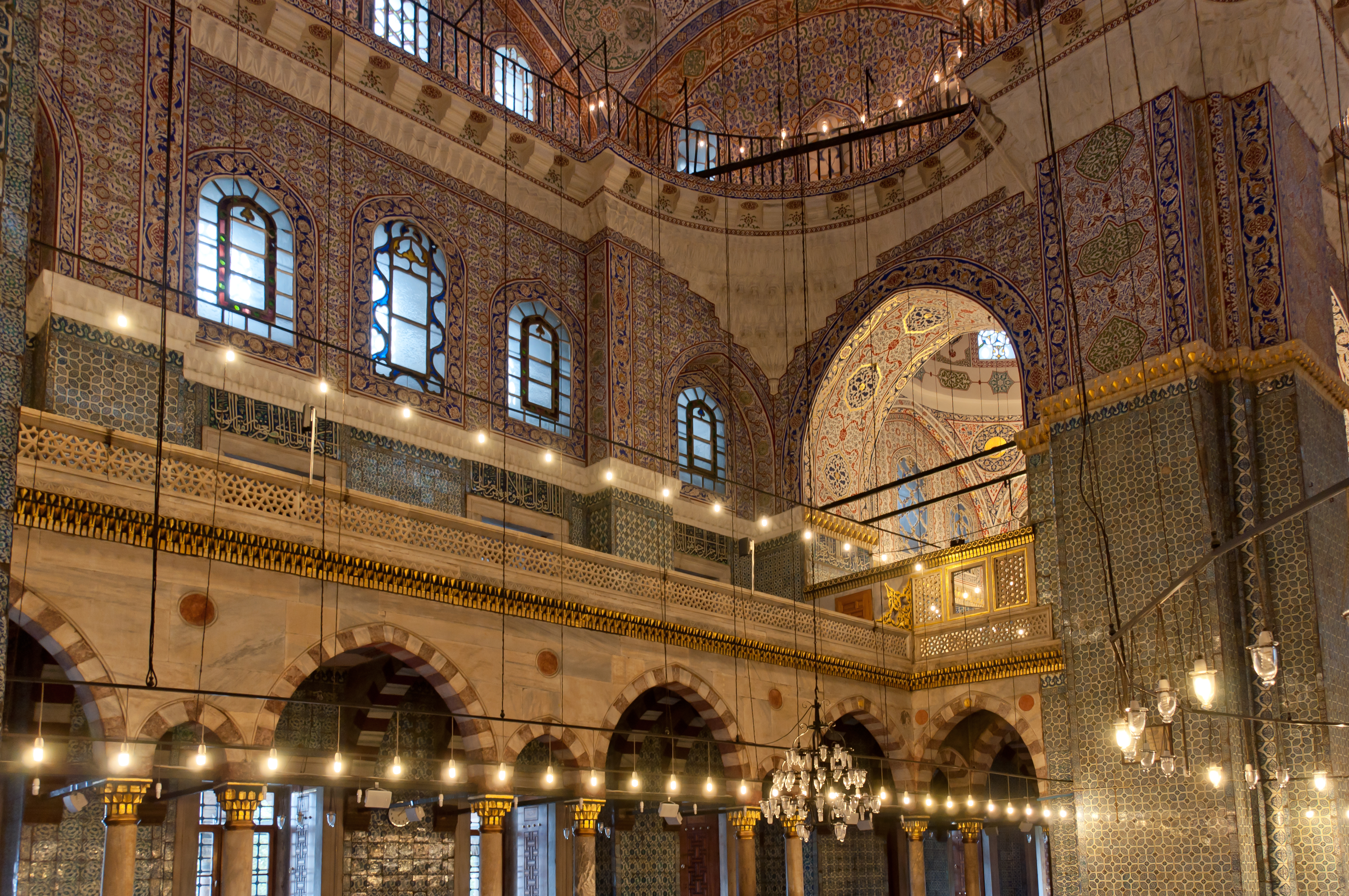
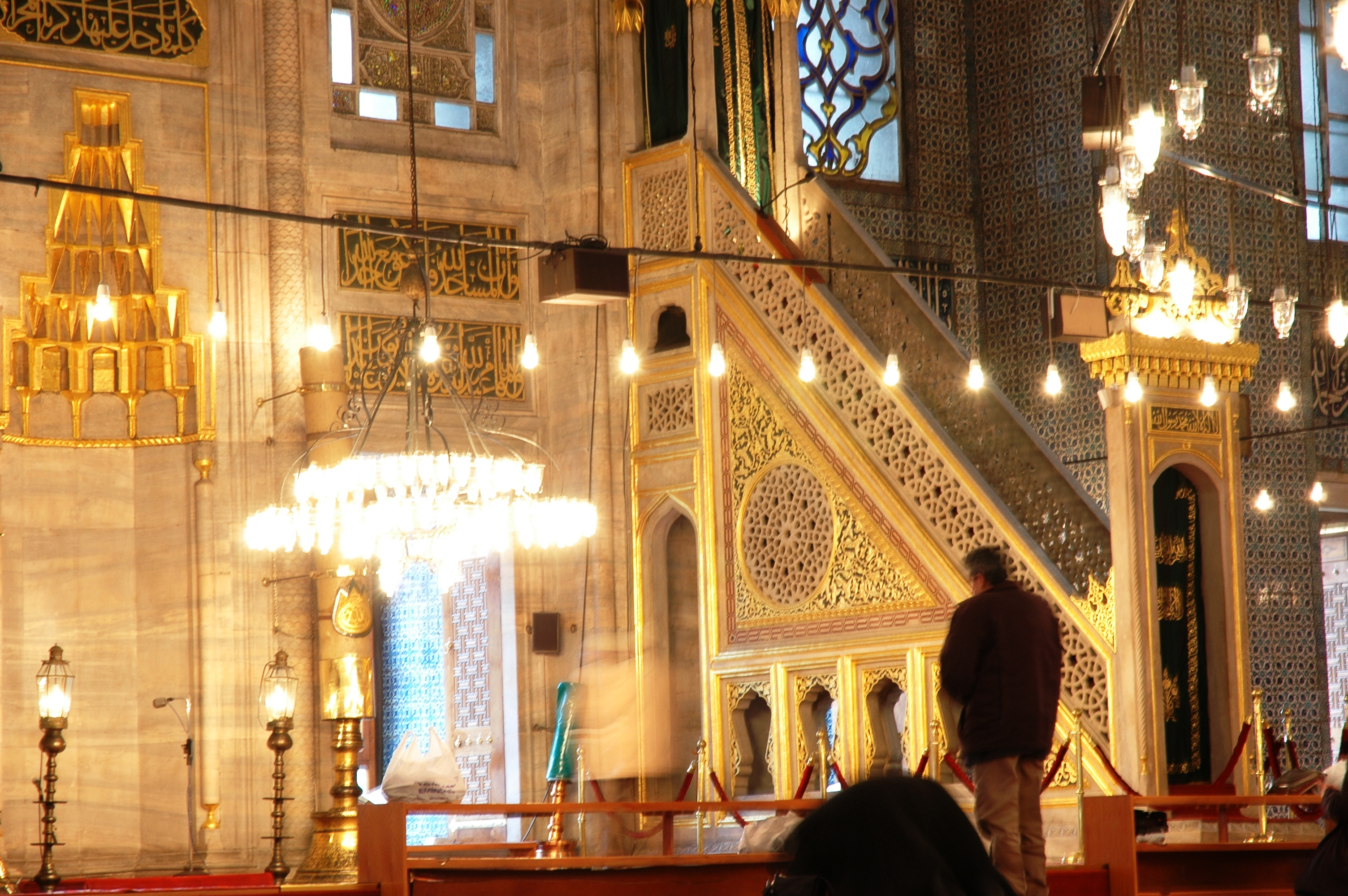
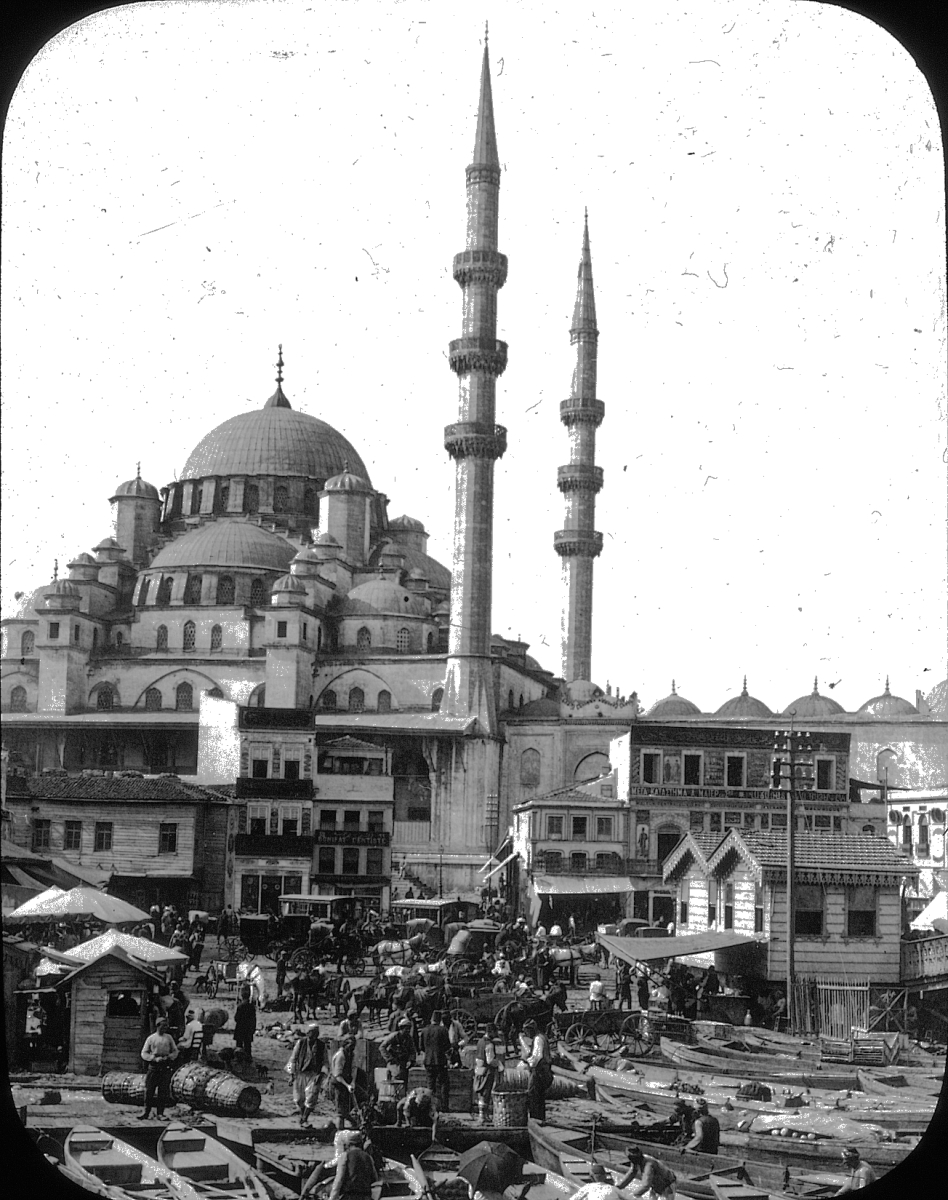
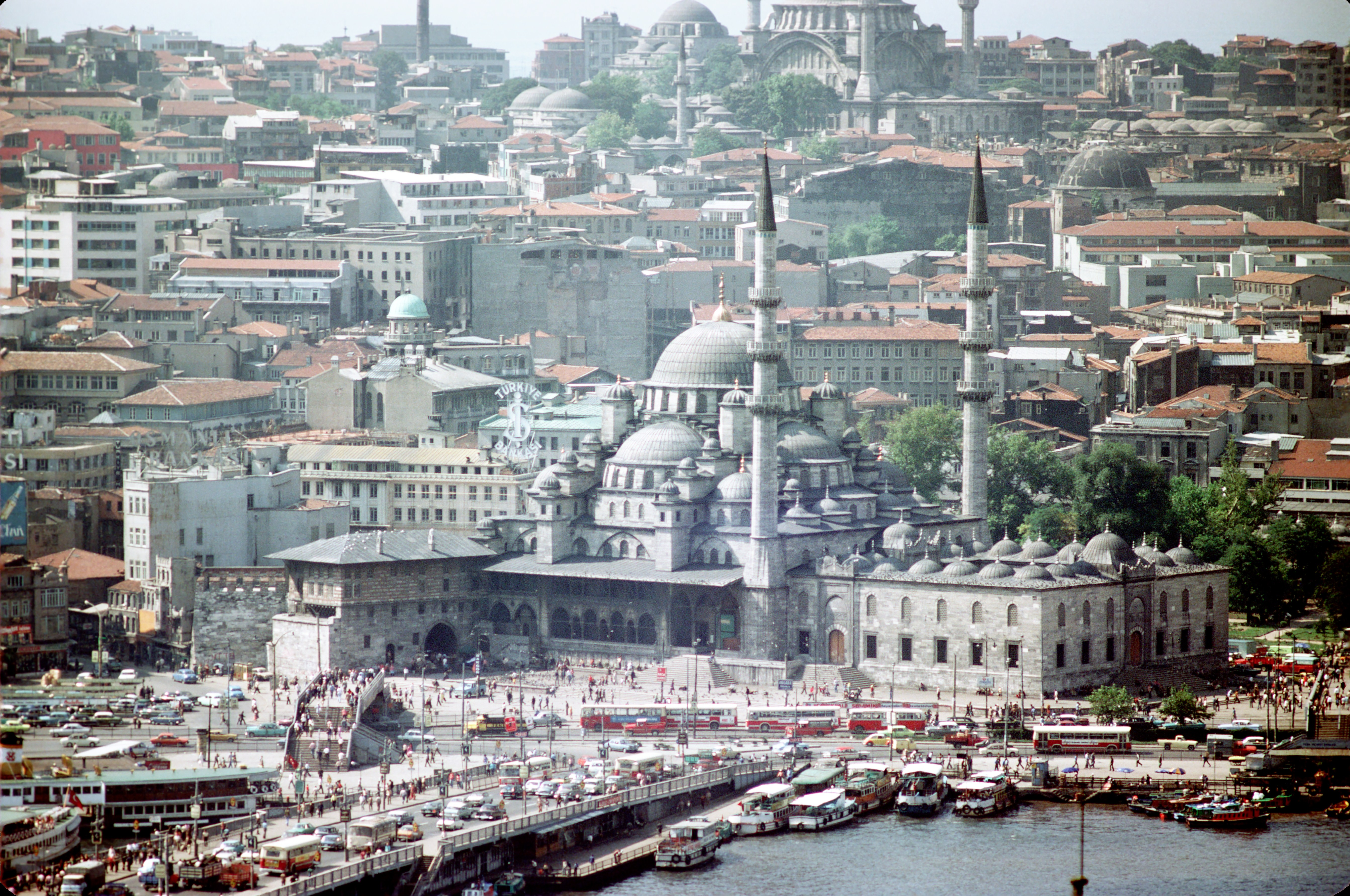
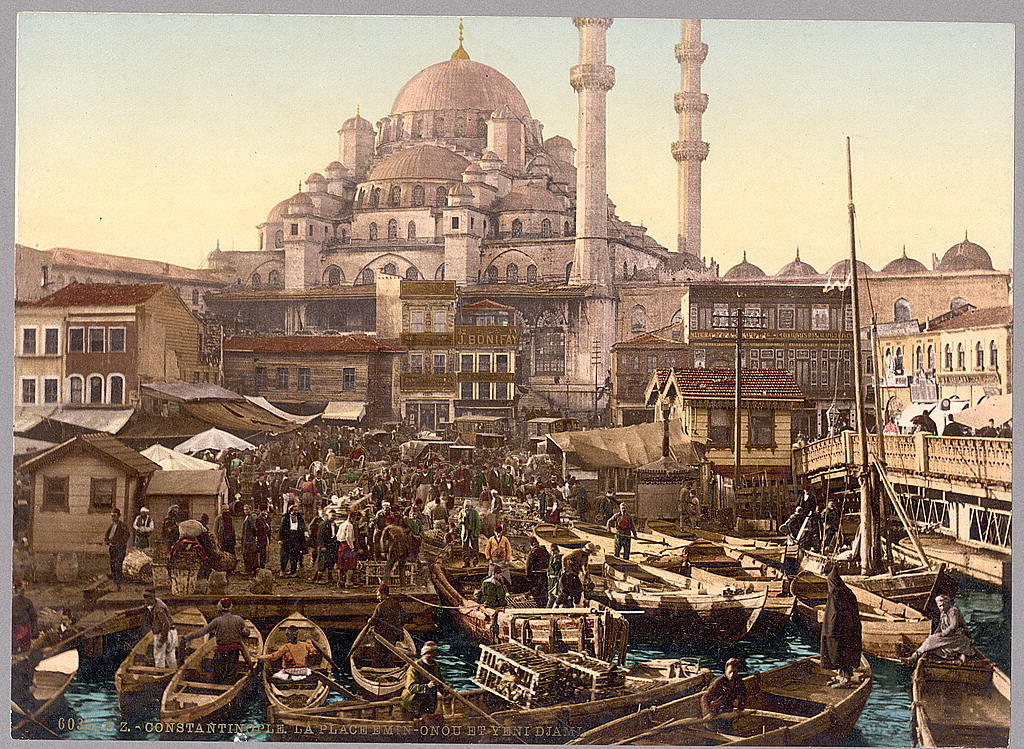